# Chamara Dharmawardhana
Chamara Nuwan Dharmawardhana Repiyallage (* 10. května 1992 v Gampole, Srí Lanka) je srílanský zápasník–judista a bývalý atlet-sprintér. Připravuje se v Kolombu jako zaměstnanec armádního letectva. V roce 2016 obdržel pozvánku od tripartitní komise na účast na olympijských hrách v Riu, kde v úvodním kole zaznamenal dílčí úspěch vítězstvím nad samojským judistou na ippon technikou sode-curikomi-goši. V dalším kole však nestačil na gruzínského favorita Lašu Šavdatuašviliho. Přípravu na olympijské hry v Riu absolvoval v rámci grantu Mezinárodního olympijského výboru pod vedení Marjana Fabjana ve Slovinsku.